# (431) Néfele
(431) Néfele es un asteroide perteneciente al cinturón de asteroides descubierto el 18 de diciembre de 1897 por Auguste Honoré Charlois desde el observatorio de Niza, Francia.
Está nombrado por Néfele, una diosa de la mitología griega.

## Características orbitales
Néfele está situado a una distancia media del Sol de 3,141 ua, pudiendo alejarse hasta 3,679 ua. Tiene una excentricidad de 0,1712 y una inclinación orbital de 1,828°. Emplea 2033 días en completar una órbita alrededor del Sol. Forma parte de la familia asteroidal de Temis.